# Образование в Албании
В Албании % грамотных людей, от 9 лет и старше, составляет около 99 %. Общее начальное образование является обязательным (1-9 классы), но большинство учащихся продолжают среднее образование. Учащиеся должны сдать выпускные экзамены в конце 9-го и 12-х классов, чтобы продолжить своё образование.
Большинство школ являются государственными и финансируются правительством, но в последнее время были открыты несколько частных школ различных уровней. На данный момент в стране числятся около 5000 школ. Учебный год делится на два семестра. Учебная неделя начинается в понедельник и заканчивается в пятницу. В зависимости от академического уровня, учебный год обычно начинается в середине сентября или в октябре и заканчивается в начале июня или в июле. Существует зимний перерыв, который длится около двух недель.
- Дошкольное образование (çerdhe или kopësht): 1-4 года
- Общее начальное образование (9-vjeçare): 9 лет (8 лет до 2008 года)
- среднее образование:
  - Обычное (e mes или gjimnaz): 3 года
  - Профессиональное или техническое (teknike): 2-5 лет
- Высшее образование:
  - Бакалавриат и Магистратура (3 года и 1.5-2 года соответственно)
- Послевузовское профессиональное образование (doktoratë): 3 года

## До коммунизма
Ещё в 1946 году около 85 % людей были безграмотными, главным образом потому, что школ, в которых обучение шло на албанском языке, практически не существовало в стране, прежде чем она стала независимой в 1912 году. До середины XIX века правители Османской империи запрещали использование албанского языка в школах. В некоторых школах, которые служили мусульманскому населению, обучение шло на турецком языке. Эти учебные заведения были расположены в основном в крупных и мелких городах. Школы для православных детей были под наблюдением Константинопольского Патриархата. Преподаватели в этих школах обычно были набраны из православного духовенства, и язык обучения был греческий. Первой известной школой, в которой обучение шло на албанском языке, является Францисканская семинария, которая открылась в 1861 году в Шкодере, хотя есть упоминания о албанских школах Францисканцев 1638 года в Пдхане.
Начиная примерно с 1880 по 1910 год, албанские патриоты, стремившиеся создать чувство национального самосознания, основывали начальные школы в нескольких городах и поселках, в основном на юге страны, но эти учреждения вскоре были закрыты властями Османской империи. Младотурецкое движение в 1908 году мотивировало албанских патриотов активизировать свои усилия, и в том же году Монастирский Конгресс собрался в Монастире (нынче Битола), чтобы выбрать албанский алфавит. Книги, написанные на албанском до 1908 года, использовали смеси алфавитов, состоящих в основном из сочетания латинских, греческих и турко-арабских букв.
Участники Монастирской встречи открыли единый алфавит на основе латинского. Ряд учебников вскоре был написаны в новом алфавите, и были открыты албанские начальные школы в различных частях страны. В 1909 году, чтобы удовлетворить спрос на педагогов, способных преподавать на родном языке, в Эльбасане была создана обычная школа. Но в 1910 году младотурки, опасаясь появления албанского национализма, закрыли все школы, которые использовали обучение на албанском языке.
Даже после того, как Албания стала независимой, школ было мало. Нерешённые политические обстоятельства, которые были вызваны Балканскими войнами и Первой мировой войной, мешали развитию единой системы образования. Когда началась Первая мировая война (1914), образования на албанском языке в Албании практически не существовало. Помимо турецких учебных заведений, местные школы были в основном на греческом, румынском и сербском языках:
| Язык      | Школы                 | Регион                                                                                     |
| --------- | --------------------- | ------------------------------------------------------------------------------------------ |
| Греческий | 360 (23 000 учащихся) | В основном на юге страны, где были сосредоточены Греко-Православные общины (Северный Эпир) |
| Румынский | 28                    | В области Корча                                                                            |
| Сербский  | 3                     | В области Шкодер                                                                           |

Иностранная оккупационная власть, однако, открыла несколько школ в своих соответствующих сферах управления, в которых обучение ведётся на разных языках. Некоторые из этих школ (особенно итальянские и французские) продолжали функционировать после Первой мировой войны и сыграли значительную роль в деле внедрения западных образовательных методов и принципов. Особенно важным был Национальный лицей Корча, в котором языком преподавания был французский.
Вскоре после создания национального правительства в 1920 году, в которое вошло Министерство образования, была заложена основа для национальной системы образования. Начальные школы были открыты в городах и некоторых крупных городках, а также были усилены итальянские и французские школы, которые открылись во время Первой мировой войны. В то же время, были основаны две важные американские школы: Американская Профессиональная школа в Тиране, открытая в 1921 году, и Американская Сельскохозяйственная школа в Кавае, спонсором которого является Ближневосточный фонд. Несколько будущих коммунистических партийных и правительственных лиц получили образование в иноязычных школах: Энвер Ходжа, окончивший Национальный лицей в 1930 году, и Мехмет Шеху, который стал Премьер-министром, завершил обучение в американской профессиональной школе в 1932 году.
В 1920-х годах, в период, когда основы современного албанского государства были заложены, был достигнут значительный прогресс в направлении развития албанской системы образования. Все иноязычные школы, за исключением Американской Сельскохозяйственной школы, были либо закрыты, либо национализированы. Этот шаг был нужен для того, чтобы остановить быстрое распространение школ, которые были спонсированы непосредственно итальянским правительством, особенно среди католиков на севере.
Национализация школ последовала в 1934 году вместе с реорганизацией всей системы образования. Новая система включала в себя обязательное начальное образование с четырёх до четырнадцати лет. Она также предусматривала расширение средних школ различных видов, создание новых технических, профессионально-технических, коммерческих и средних школ, а также ускорение и расширение подготовки учителей. Эти изменения не применялись в сельской местности, потому что крестьянам необходимы их дети для работы в поле, а также из-за отсутствия школьных заведений, учителей и средств передвижения.
Единственные школы меньшинств, работающих в Албании до Второй мировой войны, были для Греческого меньшинства, живущее в районе Гирокастра. Эти школы были закрыты конституционными поправками 1933 года, но Греция передала дело в Международный постоянный суд, что вынудило Албанию открыть их.
До Второй мировой войны в Албании не было образования университетского уровня, поэтому все желающие получить высшее образование уезжали за границу. Каждый год государство предоставляло ограниченное количество стипендий для лучших выпускников средней школы, которые в противном случае не могли позволить себе продолжить образование. Но наибольшее число студентов высших учебных заведений пришли из хорошо обеспеченных семей и таким образом были финансированы из частных источников. Подавляющее большинство студентов поступило в итальянские университеты из-за их близости и из-за особых отношений между Римом и правительством Тираны. Итальянское правительство, проводя политику политического, экономического, военного и культурного проникновения страны, само предоставляло ряд стипендий для албанских студентов, рекомендованных его дипломатическим представительством в Тиране.
Вскоре после итальянской оккупации Албании в апреле 1939 года система образования оказалась под полным итальянским контролем. Использование итальянского языка стало обязательным во всех средних школах, кроме того, в учебные программы были включены фашистская идеология и ориентация. Однако после 1941 года, когда партизанские группы начали действовать против итальянских сил, вся система образования была парализована. Средние школы стали центрами сопротивления и партизанского найма, и многие преподаватели и студенты ушли в горы, чтобы присоединиться к группам сопротивления. К сентябрю 1943 года, когда Италия капитулировала перед союзниками и немецкие войска вторглись и оккупировали Албанию, система образования пришла к полной остановке.

## При коммунистическом правлении
После прихода к власти в конце 1944 года коммунистического режима был отдан высокий приоритет открытию школ и организации всей системы образования с учетом коммунистической идеологии. Цели режима для новой школьной системы были:
- Как можно скорее ликвидировать неграмотность в стране;
- Бороться против «буржуазных пережитков»;
- Направить идеи и принципы албанской молодёжи в сторону интерпретации коммунизма;
- Обучить детей всех социальных слоев на основе этих принципов.

Коммунистическая конституция 1946 года дала понять, что режим предназначен для организации всех детей, находящихся под контролем государства. Все школы вскоре были поставлены под государственное управление. В то же время, в связи с отсутствием специалистов во многих областях знаний, много молодых людей было отправлено за границу в страны, с которыми Албания находится в дипломатических отношениях (СССР, ЧССР, Польша, Румыния и т. д.).
Закон о реформе образования 1946 года предусматривает, в частности, что Марксистско-ленинские принципы будут пронизывать все школьные темы. Основной целью новой школьной системы также является закон по борьбе с неграмотностью. В сентябре 1949 года правительство издало закон, согласно которому все граждане в возрасте от двенадцати до сорока, которые не умеют читать, должны посещать занятия по чтению и письму. Курсы для неграмотных крестьян были установлены Народным советов. Политические органы Вооруженных Сил параллельно установили курсы для неграмотных военнослужащих.
Вдобавок к бесплатному семилетнему начальному школьному образованию и четырёхлетнему среднему образованию, в 1946 году вышел закон, который призывал создать сети торговли, обучения и подготовки учителей школ для подготовки персонала, техников и квалифицированных рабочих для различных социальной, культурной и экономической деятельности. Другой закон, принятый в 1948 году, предусматривал дальнейшее расширение профессиональных курсов по подготовке квалифицированных и недостаточно квалифицированных рабочих, и повышение теоретических и профессиональных знаний специалистов.
В 1950 году школьной системе была дана тщательная советская ориентация с точки зрения коммунистической идеологической пропаганды и контроля центрального правительства. Средние технические школы были созданы в том же духе. В 1951 году были созданы три высших учебных заведения: Высший педагогический институт, Высший Политехнический институт и Высший сельскохозяйственный институт, все по образцу советской модели. Большинство учебников, особенно по научно-техническим предметам, были советскими. Были созданы курсы для подготовки учителей, в которых советские инструктора обучали русскому языку, советским методам педагогики, психологии и марксистско-ленинской диалектике. Команда советских педагогов заложили структурные, учебные и идеологические основы университета им. Энвера Ходжи в Тиране (в данный момент Тиранский университет), который был основан в 1957 году.
К 1960 году система начального и среднего образования превратилась в одиннадцатилетнюю программу, направленную на общеобразовательные школы и профессионально-технические институты. Общеобразовательные школы состояли из начальных классов (1-4 класс), средних классов (5-7 класс), и средней школы (старших классов) — (8-11 класс). Однако в октябре 1960 года, когда советско-албанская напряженность достигла предела, Албанская партия труда издала резолюцию, призывающую к реорганизации всей образовательной системы. Истинной целью резолюции было закрытие школ советского влияния и переписывание учебников. Был добавлен дополнительный год в одиннадцатилетнюю общеобразовательную программу, и вся школьная система была более тесно интегрирована с промышленностью в целях подготовки албанской молодежи к замене советских специалистов, которая в конечном итоге произошла в 1961 году.
Последующие реформы разделили систему образования на четыре основные категории: дошкольная, общая восьмилетняя программа, среднее и высшее образование. Обязательная восьмилетняя программа была разработана для того, чтобы дать ученикам основы идеологического, политического, нравственного, эстетического, физического и военного образования. Новая система снизила вступительный возраст для детей с семи до шести лет и больше не отделена начальной и средней школой.
Среднее образование начиналось с девятого класса (как правило, в возрасте четырнадцати лет) и заканчивалось двенадцатым классом. Средние школы предлагают четыре года общеобразовательных программ или четыре года профессиональных и технических программ, в том числе промышленных, сельскохозяйственных, педагогических, торговли, искусства, здравоохранения и треков. Некоторые программы длятся всего два года.
Срок обучения в высших учебных заведениях длился с трёх до пяти лет, на этом уровне обучение также было бесплатным. Предусматривалось расширение высшего образования за счет увеличения количества студентов, создание новых филиалов в местах, где не было никаких высших институтов, и организация специализированных курсов, в которых те, кто закончили высшие учебные заведения, будут обучаться, чтобы стать квалифицированными техническими и научными кадрами. Аспиранты должны были отрабатывать испытательным сроком полный рабочий день в течение девяти месяцев в промышленном производстве и трёх месяцев в военной подготовке, в дополнение к установленной военной подготовке в школе. Были также высшее партийные школы, такие как Высшая партийная школа им. Ленина, которые популяризировали философский режим.
Образование для взрослых было представлена в той же последовательности, как полное школьное образование для младших школьников, но с двумя исключениями. Во-первых, общий восьмилетний этап образования был необязательным и был сжат в шестилетнюю программу, которая позволила завершить первые четыре класса в течение двух лет. Во-вторых, те, кто хотел перейти в более высокий институт по окончании средней школы, должны были посвятить один год подготовительному исследованию вместо участия в производстве работ.
Официальные статистические данные свидетельствуют о том, что режим добился значительного прогресса в сфере образования. Неграмотность была практически ликвидирована к концу 1980-х годов. Из общего числа учащихся из менее чем 60 000 учеников на всех уровнях в 1939 году, число людей в школе выросло до более чем 750 000 к 1987 году, а также в стране насчитывалось более 40 000 учителей. Около 47 % всех студентов были женщины. Доля выпускников восьмого класса, которые продолжали обучение, похожее на среднее образование, увеличилась с 39 % в 1980 году до 73 % в 1990 году, а в деревнях доля таких выпускников не опускалась ниже 56 %.

## 1991 год — Настоящее время
План реорганизации был объявлен в 1990 году, который позволил расширить программу обязательного образования от восьми до десяти лет. Однако в следующем году наступил крупный экономический и политический кризис в Албании, который разрушил существовавшую образовательную систему. Широкое распространение вандализма и экстремальная нехватка учебников и школьных принадлежностей оказывали разрушительное воздействие на образование, что побудило Италию и другие страны оказать материальную помощь. Министр образования сообщил в сентябре 1991 года, что почти одна треть из 2500 школ ниже университетского уровня были разграблены и пятнадцать школьных зданий разрушено. Многие учителя переехали из сельской местности в города, в результате чего сельские школы были недоукомплектованы, и около 2000 учителей бежали из страны. Правительство начало принимать меры по восстановлению образования в стране.
Как и во время коммунизма, дисциплина преподавателя остаётся главной проблемой в албанской системе образования, так как учителя прибегают к насилию, в то время как студенты должны просто запомнить назначенный материал. Тем не менее, наблюдается попытка принять западные модели, в которой студент находится в центре системы образования, в отличие от текущей восточной модели, где учитель имеет доминирующую роль.
В конце 1990-х годов, многие школы были восстановлены или реконструированы для улучшения условий обучения. Большинство улучшений произошло в крупных городах, таких как столица Тирана, которая страдает от огромных переполненных классов. Старая коммунистическая пропаганда была изъята из всех школьных программ, и больший акцент был сделан на Математику, науки и гуманитарию. Учебная неделя была сокращена с 6 до 5 дней. Некоторые из богатых школ начали введение компьютеров, но во многих школах все ещё не хватает базовых материалов для лабораторных занятий.
Изменения также произошли на университетском уровне. Несмотря на государственные университеты ряд частных университетов были созданы в разных городах Албании, предлагая студентам возможности обучения в различных отраслях. Начали внедрять программы с электронным обучением, предлагая студентам возможность наблюдать за онлайн-курсами.